# Општина Кука (Арђеш)
Кука (рум. Cuca) општина је у Румунији у округу Арђеш.
Oпштина се налази на надморској висини од 484 m.